# Mar de Filipinas Occidental
El mar de Filipinas Occidental (en inglés: West Philippine Sea; en filipino: Kanlurang Dagat ng Pilipinaso Karagatang Kanlurang Pilipinas;abreviado como WPS) es la designación otorgada por el Gobierno de Filipinas a las partes del mar de la China Meridional que se encuentran dentro de la zona económica exclusiva (ZEE) del país. El término también ha sido utilizado de forma incorrecta en algunas ocasiones para referirse a la totalidad del mar de la China Meridional.

## Historia
El término Mar de Filipinas Occidental ha sido utilizado por la comunidad internacional desde al menos 1961, tal como se menciona en trabajos de geología y oceanografía. Sin embargo, en ese contexto se refería a la porción occidental del mar de Filipinas, situado al este del archipiélago filipino.
Ya en 2011, durante la administración del presidente Benigno Aquino III, el gobierno nacional filipino comenzó a referirse a las aguas situadas al oeste del archipiélago filipino con dicho nombre.La nueva definición tenía como finalidad su incorporación al sistema nacional de cartografía y,según Walden Bello, reflejar el desacuerdo con la reclamación de soberanía por parte de China sobre la totalidad del mar de la China Meridional.
En la Cámara de Representantes, el congresista del partido Akbayan, Walden Bello, presentó en junio de 2011 una resolución instando al gobierno a examinar el proceso para cambiar la denominación del mar de la China Meridional por la de Mar de Filipinas Occidental.Según Bello, el término no contenía una delimitación espacial precisa ni especificidad geográfica, y pretendía poner de manifiesto que el mar en cuestión no pertenecía exclusivamente a China.La propuesta recibió el respaldo de las Fuerzas Armadas de Filipinas, las cuales ya utilizaban dicho término desde mediados de la década de 2000.
Dicha denominación fue oficializada mediante una orden administrativa en septiembre de 2012, que ordenaba su uso por parte de los departamentos, subdivisiones, agencias e instrumentalidades del gobierno filipino.En septiembre de 2012, el Gobierno filipino anunció que comenzaría a utilizar el nombre Mar de Filipinas Occidental en los mapas oficiales, comunicaciones gubernamentales y demás documentos para referirse a las aguas situadas al oeste del país.Se aclaró que la aplicación del término se limita a las aguas dentro de la zona económica exclusiva filipina.

### Fallo del TPA en 2016
El 12 de julio de 2016, el Tribunal Permanente de Arbitraje falló a favor de Filipinas en un caso que no estaba relacionado con la nomenclatura. El tribunal aclaró que: “El Tribunal no ha sido solicitado ni pretende delimitar ninguna frontera marítima entre las Partes ni con ningún otro Estado ribereño del mar de la China Meridional”.Asimismo, concluyó que China “no tiene derechos históricos” sobre la base del mapa de la “línea de los nueve puntos”.

## Ámbito legal
No existe una delimitación exacta de los límites del área del mar de la China Meridional que forma parte del denominado Mar de Filipinas Occidental.La orden administrativa que oficializó el nombre lo define de la siguiente manera:

“Las zonas marítimas situadas al oeste del archipiélago filipino se denominan como Mar de Filipinas Occidental. Estas áreas incluyen el mar de Luzón, así como las aguas adyacentes al Grupo de Islas Kalayaan y al Bajo de Masinloc, también conocido como Banco de Scarborough.” 
—Sección 1, Orden Administrativa N.º 29 (2012)

En la legislación filipina, el término Mar de Filipinas Occidental se refiere únicamente a las porciones del mar de la China Meridional que el Gobierno filipino reclama como parte de su zona económica exclusiva. La denominación fue oficializada mediante la Orden Administrativa N.º 29, emitida por el entonces presidente Benigno Aquino III el 5 de septiembre de 2012. Dicha orden también hace referencia al Decreto Presidencial N.º 1599, emitido en 1978 durante el mandato del presidente Ferdinand Marcos, que estableció la ZEE filipina, así como a la Ley de la República N.º 9522 o Ley de Líneas de Base, promulgada en 2009 bajo la administración de la entonces presidenta Gloria Macapagal Arroyo, que delimitó las líneas de base del archipiélago filipino.
La orden administrativa afirma la reclamación filipina sobre su ZEE en el mar de la China Meridional, destacando que el Gobierno de Filipinas posee derechos soberanos conforme a la Convención de las Naciones Unidas sobre el Derecho del Mar de 1982 sobre el área designada como Mar de Filipinas Occidental, y que tiene el poder inherente y el derecho a asignar nomenclaturas apropiadas a sus áreas marítimas para fines del sistema nacional de cartografía.

## Uso

Mapa no oficial de la NAMRIA que muestra elementos geográficos en el Mar de Filipinas Occidental. Los nombres de los accidentes geográficos corresponden a los reconocidos por el gobierno filipino.

En virtud de la Orden Administrativa N.º 29, se encomienda a la Autoridad Nacional de Información de Recursos y Cartografía (NAMRIA) el uso del término Mar de Filipinas Occidental en los mapas producidos y publicados por dicha agencia. Asimismo, se exige a las demás agencias gubernamentales el uso del término para promover su uso tanto a nivel nacional como internacional.
Antes de la emisión de la orden, la agencia meteorológica de Filipinas, PAGASA, ya había adoptado en 2011 el término para referirse a las aguas al oeste del país, mientras continuaba utilizando Mar de Filipinas para referirse a las aguas al este del archipiélago.
El término Mar de Filipinas Occidental ha sido utilizado ocasionalmente para referirse a la totalidad del mar de la China Meridional, aunque tal uso ha sido denunciado como incorrecto.
El término Mar de Filipinas Occidental se ha podido buscar en Google Maps. En abril de 2025, Google actualizó su mapa para incluir una etiqueta más explícita con dicha denominación.La denominación Mar de la China Meridional sigue siendo visible al noroeste de la nueva etiqueta. El Gobierno filipino y las Fuerzas Armadas de Filipinas elogiaron la medida, mientras que el Ministerio de Relaciones Exteriores de China manifestó su objeción.No obstante, la etiqueta explícita fue retirada temporalmente antes de volver a aparecer posteriormente.